# Cerro Chirripó
Cerro Chirripó is de hoogste berg van Costa Rica met een hoogte van 3819 m. Deze berg ligt in het Chirripó Nationale Park en heeft een ecologische waarde. De berg maakt deel uit van het Cordillera de Talamanca-gebergte.